# Anikarahalli, Malur
Anikarahalli là một làng thuộc tehsil Malur, huyện Kolar, bang Karnataka, Ấn Độ.